# 22 novembre
Pour les articles homonymes, voir Vingt-Deux-Novembre.
22 octobre 22 décembre
Chronologies thématiques
- Croisades
- Ferroviaires
- Sports
- Disney
- Anarchisme
- Catholicisme

Abréviations / Voir aussi
- (° 1852) = né en 1852
- († 1885) = mort en 1885
- a.s. = calendrier julien
- n.s. = calendrier grégorien
- Calendrier
- Calendrier perpétuel
- Liste de calendriers
- Naissances du jour

Le 22 novembre est le 326e jour de l’année du calendrier grégorien, le 327e en cas d’année bissextile. Il reste 39 jours avant la fin de l'année.
C'était généralement l'équivalent du 2 frimaire du calendrier républicain ou révolutionnaire français, officiellement dénommé jour du ou de la  turneps (un chou champêtre, fourrager ou potager).

## Événements

### IXesiècle
- 845 : bataille de Ballon.

### XIVesiècle
- 1307 : fulmination de la bulle Pastoralis preeminentie, ordonnant l'arrestation des membres de l'ordre du Temple.

### XVIesiècle
- 1574 : découverte de l'archipel Juan Fernández.

### XVIIIesiècle
- 1718 : bataille de l'île d'Ocracoke.

### XIXesiècle
- 1809 : fin de la bataille de Sankt Leonhard in Passeier, lors de la rébellion du Tyrol.
- 1831 : les canuts prennent possession de Lyon.
- 1883 : couronnement de Ranavalona III, reine de Madagascar.

### XXesiècle
- 1918 : 
  - Entrée des troupes françaises dans Strasbourg.
  - Le roi des Belges Albert Ier rentre à Bruxelles.
  - Abdication du grand-duc Frédéric II de Bade, et du prince Gonthier-Victor de Schwarzbourg.
- 1934 : début de la crise d'Abyssinie.
- 1940 : les forces grecques prennent Korçë, pendant la guerre italo-grecque.
- 1943 : 
  - ouverture de la conférence du Caire, en Égypte.
  - Le Liban proclame son indépendance. Un pacte national, non écrit, institue un système politique confessionnel, pour maintenir l'équilibre entre dix-huit communautés[3].
- 1944 : les troupes Allemandes se retirent de Metz après quatre jours de combat. Le Fort Jeanne d'Arc ne se rendra que le 13 décembre.
- 1955 : test de la RDS-37, la première bombe H soviétique.
- 1963 : assassinat de John F. Kennedy.
- 1967 : 
  - résolution 242 du Conseil de sécurité des Nations unies, sur le Moyen-Orient.
  - retrait des forces armées d'Israël de territoires occupés dans le récent conflit de la guerre des Six Jours, en échange de la paix et de la reconnaissance d'Israël.
- 1974 : l’Assemblée générale des Nations unies accorde le statut d’observateur à l’OLP.
- 1975 : Juan Carlos Ier est proclamé roi d’Espagne.
- 1990 : démission de Margaret Thatcher du poste de Premier ministre britannique.

### XXIesiècle
- 2003 : attaque d'un vol DHL à Bagdad.
- 2005 : la CDU ayant remporté des élections législatives, la présidente de ce parti politique chrétien-démocrate Angela Merkel, fille de pasteur physicienne éduquée en ex-R.D.A., devient chancelière d'Allemagne la première femme à cette fonction.
- 2013 : formation du Front islamique, pendant la guerre civile syrienne.
- 2017 : condamnation à la prison à perpétuité, pour crimes de guerre et crimes contre l’humanité, de Ratko Mladić, surnommé « le boucher des Balkans », par le TPIY.
- 2020 : au Burkina Faso, l'élection présidentielle a lieu afin d'élire le chef de l'État. Roch Marc Christian Kaboré est réélu dès le premier tour[4]. Des élections législatives ont lieu simultanément.
- 2023 : aux Pays-Bas, les élections législatives ont lieu afin d'élire les 150 représentants de la 39e législature de la Seconde Chambre des États généraux pour un mandat de quatre ans[5]. Et c'est le Parti pour la liberté de Geert Wilders qui arrive en tête[6].
- 2024 : au Nicaragua, l'Assemblée nationale se prononce en faveur d'une révision constitutionnelle accroissant les pouvoirs du président de la République Daniel Ortega[7].

## Arts, culture et religion
- 498 : Symmaque et Laurent sont élus respectivement pape et antipape.
- 1928 : création du Boléro de Maurice Ravel.
- 1947 : Antonin Artaud enregistre, pour la Radiodiffusion française, Pour en finir avec le jugement de Dieu.
- 1963 : Les Beatles sortent l'album With The Beatles.
- 1968 : ils sortent un album sans nom à part entière, plus connu sous le nom d'« album blanc » (The white album).
- 2010 : Kanye West sort l'album My Beautiful Dark Twisted Fantasy.

## Économie et société
- 1908 : le Congrès de Monastir normalise et unifie l'alphabet albanais.
- 1966 : l'internationale situationniste publie le pamphlet De la misère en milieu étudiant.
- 1977 : première liaison commerciale Paris - New York de l'avion supersonique européen Concorde.

## Naissances

### XVesiècle
- 1428 : Richard Neville, homme politique anglais († 14 avril 1471).
- 1458 : Jacob Obrecht, compositeur néerlandais († 1505).

### XVIesiècle
- 1515 : Marie de Guise, reine d'Écosse, mère de Marie Stuart († 10 juin 1560).

### XVIIesiècle
- 1602 : Élisabeth (princesse) de France, devenue reine d'Espagne, fille, sœur et épouse de rois († 6 octobre 1644).
- 1635 : Francis Willughby, ornithologue et ichthyologiste anglais († 3 juillet 1672).
- 1643 : René-Robert Cavelier de La Salle, explorateur français († 19 mars 1687).
- 1698 : Pierre de Rigaud de Vaudreuil, militaire français († 4 août 1778).

### XVIIIesiècle
- 1710 : Wilhelm Friedemann Bach, compositeur allemand († 1er juillet 1784).
- 1767 : Andreas Hofer, patriote tyrolien († 20 février 1810).
- 1779 : Toussaint von Charpentier, géologue et entomologiste allemand († 4 mars 1847).

### XIXesiècle
- 1808 : Thomas Cook, homme d'affaires britannique († 18 juillet 1892).
- 1819 : George Eliot, romancière britannique († 22 décembre 1880).
- 1830 : Pierre Cuzacq, géomètre et écrivain français († 3 mai 1903).
- 1842 : José-Maria de Heredia, écrivain et poète français († 2 octobre 1905).
- 1859 : Fusajirō Yamauchi, fondateur de la société Nintendo († janvier 1940).
- 1860 : Josef Allram, professeur et écrivain autrichien († 29 décembre 1941).
- 1861 : Ranavalona III, reine de Madagascar († 23 mai 1917).
- 1863 : Jean-Baptiste Marchand, militaire et explorateur français († 13 janvier 1934).
- 1868 : John Nance Garner, homme politique américain († 7 novembre 1967).
- 1869 :
  - André Gide, écrivain français Prix Nobel de littérature en 1947 († 19 février 1951).
  - Augusta Gillabert, agricultrice suisse.
- 1876 : Pierre Petit de Julleville, prélat français († 10 décembre 1947).
- 1877 : 
  - Endre Ady, poète et journaliste hongrois († 27 janvier 1919).
  - Hans Gamper, homme d'affaires suisse († 30 juillet 1930).
- 1882 : Charles Vildrac, poète et dramaturge français († 25 juin 1971).
- 1890 : Charles de Gaulle, militaire, résistant, constitutionnaliste, cofondateur et premier président de la Ve République française († 9 novembre 1970).
- 1892 : Emma Tillman, doyenne américaine de l'humanité pendant quatre jours († 28 janvier 2007).
- 1897 : John Monk Saunders, scénariste et écrivain américain († 11 mars 1940).
- 1899 : Hoagy Carmichael, compositeur américain († 27 décembre 1981).

### XXesiècle
- 1901 : Joaquín Rodrigo, compositeur espagnol († 6 juillet 1999).
- 1902 :
  - Philippe Leclerc de Hauteclocque, militaire français († 28 novembre 1947).
  - Albert Leduc, défenseur de hockey sur glace québécois († 31 juillet 1990).
- 1904 : Louis Néel, physicien français, prix Nobel de physique en 1970 († 17 novembre 2000).
- 1907 : Dora Maar, peintre et photographe française († 16 juillet 1997).
- 1913 : 
  - Benjamin Britten, compositeur britannique († 4 décembre 1976).
  - Jacqueline Vaudecrane, patineuse artistique et entraîneuse française devenue centenaire († 27 février 2018).
- 1914 : 
  - Peter Townsend, pilote de chasse britannique, héros de la Seconde Guerre mondiale († 19 juin 1995).
  - Roy Crowson, entomologiste britannique († 13 mai 1999).
- 1917 : Andrew Huxley, biophysicien et physiologiste britannique lauréat du prix Nobel de physiologie ou médecine en 1963 († 30 mai 2012).
- 1921 : 
  - Rodney Dangerfield, acteur et scénariste américain († 5 octobre 2004).
  - Giuseppe Delfino, escrimeur italien, quadruple champion olympique († 10 août 1999).
- 1922 : Abdelaziz Mathari, économiste et homme politique tunisien († 20 mai 2004).
- 1923 :
  - Arthur Hiller, réalisateur et acteur canadien († 17 août 2016).
  - Piéral (Pierre Aleyrangues dit), acteur français († 22 août 2003).
  - Rosy Varte, comédienne française († 14 janvier 2012).
- 1924 : Geraldine Page, actrice américaine († 13 juin 1987).
- 1925 : Gunther Schuller compositeur et chef d'orchestre américain († 21 juin 2015).
- 1926 : Lew Burdette, lanceur de baseball américain († 6 février 2007).
- 1928 : 
  - Philippe Arthuys, musicien et réalisateur français († 6 janvier 2010).
  - Rosy Varte, comédienne française († 14 janvier 2012).
  - Teddy Vrignault, humoriste français du duo Les Frères ennemis (disparu le 1er novembre 1984, présumé puis déclaré "absent" le 1er novembre 2004 où officiellement †).
  - Maria Esperanza Medrano de Bianchini, laïc vénézuélienne, voyante des apparitions mariales de Betania, en cours de béatification († 7 août 2004)[8].
- 1930 : Owen Garriott, astronaute américain († 15 avril 2019).
- 1932 : Robert Vaughn, acteur américain († 11 novembre 2016).
- 1933 : Philippine de Rothschild dite parfois Philippine Pascal, comédienne principalement au théâtre et personnalité française du monde du vin († 22 août 2014).
- 1936 : Jean-Marie Le Chevallier, homme politique français, ancien maire de Toulon († 30 octobre 2020).
- 1937 : 
  - René Abjean, compositeur breton et français, veuf de la speakerine brittophone M. Kermar(r)ec.
  - Pierre Léna, astrophysicien français.
  - Lionel Stoléru, haut fonctionnaire et homme politique français, père d'une autre ex-ministre († 1er décembre 2016).
- 1940 :
  - Terry Gilliam, réalisateur américain.
  - Andrzej Żuławski, réalisateur, scénariste et écrivain polonais († 17 février 2016).
- 1941 : 
  - Jacques Laperrière, défenseur de hockey sur glace québécois.
  - Jesse Colin Young, chanteur-compositeur et guitariste américain du groupe The Youngbloods.
- 1942 : 
  - Guion Bluford, astronaute américain.
  - Bernard Stora, réalisateur et scénariste français.
- 1943 :
  - Jean-Louis Bruguès, prélat français.
  - Yvan Cournoyer, hockeyeur canadien.
  - Billie Jean King, joueuse de tennis américaine.
- 1944 : Pierre Morissette, évêque québécois.
- 1945 : 
  - Roger Bambuck (Cécilien Alexandre Roger dit), athlète français guadeloupéen, sprinteur recordman puis secrétaire d’État.
  - Roger Giguère, acteur et marionnettiste québécois.
- 1946 : Aston Barrett, musicien jamaïcain.
- 1947 : Max Romeo, chanteur jamaïcain.
- 1948 : Adalberto Álvarez, musicien cubain († 1er septembre 2021).
- 1949 : Olivier Metzner, avocat français († 17 mars 2013).
- 1950 : Art Sullivan, chanteur belge.
- 1951 : 
  - Basile de Koch (Bruno Tellenne), humoriste duettiste français avec sa femme, devenus polémistes.
  - Kent Nagano, chef d’orchestre américain.
- 1952 : José Luis Palomar, matador espagnol.
- 1953 : Matija Ljubek, céiste croate, double champion olympique († 11 octobre 2000).
- 1954 :
  - Pascal Bressy, enfant et adolescent comédien français, voix française de "Mowgli" dans "Le livre de la jungle" adapté en long-métrage animé par les studios Disney.
  - Paolo Gentiloni, homme politique italien, président du Conseil italien des ministres puis commissaire européen à partir de 2019.
- 1956 :
  - Lawrence Gowan, claviériste et chanteur canadien d'origine écossaise du groupe Styx.
  - Bogusław Psujek, athlète polonais († 21 avril 1990).
- 1957 : 
  - Alwyn Morris, céiste canadien champion olympique.
  - Alan Stern, planétologue et astronome américain.
- 1958 : Jamie Lee Curtis, actrice américaine.
- 1959 : Jean-Marie Besset, auteur français.
- 1960 : Leos Carax, réalisateur français.
- 1961 : Mariel Hemingway, actrice américaine.
- 1962 : Victor Pelevine, écrivain russe.
- 1963 : 
  - Winsor Harmon, acteur de télévision et chanteur américain.
  - Nova Iriansyah, homme politique indonésien.
  - Benoît Sauvageau, homme politique québécois († 28 août 2006).
- 1965 :
  - Mads Mikkelsen, acteur de cinéma et de télévision danois.
  - Nicolas Moreau-Delacquis, écrivain français.
- 1966 :
  - Jean-Michel Anctil, humoriste, acteur et animateur de radio québécois.
  - Anne Brochet, actrice française.
- 1967 :
  - Boris Becker, joueur de tennis germano-monégasque.
  - Mark Ruffalo, acteur américain.
- 1968 : 
  - Sidse Babett Knudsen, actrice danoise.
  - Irina Privalova, athlète russe, spécialiste du sprint et du sprint long, championne olympique du 400 m haies.
- 1969 : Marjane Satrapi, auteure de bande dessinée française d'origine iranienne.
- 1972 : Xavier Fagnon, comédien français.
- 1973 : Chadwick Trujillo, astronome américain.
- 1974 :
  - Joe Nathan, lanceur de baseball américain.
  - David Pelletier, patineur canadien.
  - Fathimath Dhiyana Saeed, juriste et diplomate maldivienne.
- 1975 : Aiko, chanteuse japonaise.
- 1976 :
  - Torsten Frings, footballeur allemand.
  - Fred Pellerin, conteur, scénariste et auteur québécois.
  - Ville Valo chanteur finlandais du groupe HIM.
- 1977 : David Clinger, cycliste sur route américain.
- 1978 : 
  - Mélanie Doutey, actrice française.
  - Francis Obikwelu, athlète portugais.
- 1981 :
  - Seweryn Gancarczyk, footballeur polonais.
  - Song Hye-kyo, actrice et mannequin sud-coréenne.
  - Stefan Mücke, pilote de courses automobile allemand.
- 1982 :
  - Mathieu Bodmer, footballeur français.
  - Isild Le Besco, actrice française.
  - Chen Zhong, taekwondoïste chinoise, double championne olympique.
- 1983 : Peter Niemeyer, footballeur allemand.
- 1984
  - Kate Ground, mannequin canadien.
  - Kevyn Ista, cycliste sur route belge.
  - Scarlett Johansson, actrice américaine.
  - Siti Nordiana, actrice et chanteuse malaisienne.
- 1985 :
  - Asamoah Gyan, footballeur ghanéen.
  - Thomas Roussel, hockeyeur sur glace français.
- 1986 : 
  - Oscar Pistorius, athlète sud-africain de sprint « paralympique » (emprisonné et condamné).
  - Andrew James West, acteur américain.
- 1987 : Marouane Fellaini, footballeur belge.
- 1988 :
  - Jamie Campbell Bower, acteur, chanteur et mannequin britannique.
  - Oleg Chen, haltérophile russe.
  - Drew Pomeranz, joueur de baseball américain.
- 1989 :
  - Dorian Lévêque, footballeur français.
  - Chris Smalling, footballeur anglais.
- 1990 : Jayathma Wickramanayake, militante srilankaise et fonctionnaire des Nations unies.
- 1991 : Sébastien Bézy, joueur de rugby à XV français.
- 1992 : Vladislav Namestnikov, hockeyeur sur glace russo-américain.
- 1993 : Adèle Exarchopoulos, actrice française.
- 2000 : Mohammed Dawood, footballeur irakien.

## Décès

### IVesiècle
- 365 : Félix II, antipape (° inconnue).

### XIIIesiècle
- 1249 : Malik al-Salih Ayyoub, sultan d'Égypte et émir de Damas (° 5 novembre 1205).
- 1286 : Éric V, roi de Danemark (° 1249).

### XVIIesiècle
- 1617 : Ahmed Ier, sultan ottoman (° 18 avril 1590).

### XVIIIesiècle
- 1718 : Barbe Noire, pirate anglais (° v. 1680).

### XIXesiècle
- 1878 : Sándor Rózsa, hors-la-loi et bandit de grand chemin (betyár) hongrois (° 10 juillet 1813).
- 1886 :
  - Mary Boykin Chesnut, écrivaine américaine (° 31 mars 1823).
  - Jules Rieffel, ingénieur agronome français (° 5 décembre 1806).
- 1893 : Charles-Auguste Fraikin, sculpteur statuaire belge académicien ès beaux-arts, conservateur de musée (° 14 juin 1817).
- 1900 : 
  - Arthur Sullivan, compositeur britannique d’opérettes (° 13 mai 1842).
  - « Torerito » (Rafael Bejarano Carrasco dit), matador espagnol (° 5 décembre 1863).

### XXesiècle
- 1907 : Asaph Hall, astronome américain (° 15 octobre 1829).
- 1916 : Jack London, écrivain américain (° 12 janvier 1876).
- 1943 :
  - Lorenz Hart, parolier et librettiste américain (° 2 mai 1895).
  - Léa Maury, résistante française (° 24 mars 1905).
- 1944 : Arthur Eddington, astronome et physicien britannique (° 28 décembre 1882).
- 1955 : Guy Ropartz, compositeur français (° 15 juin 1864).
- 1962 : René Coty, chef d'État français, président de la IVe république française (° 20 mars 1882).
- 1963 :
  - Aldous Huxley, écrivain britannique (° 26 juillet 1894).
  - Clive Staples Lewis, écrivain britannique (° 29 novembre 1898).
  - John Fitzgerald Kennedy, 35e président des États-Unis, assassiné (° 29 mai 1917).
  - J. D. Tippit, officier de police américain (° 18 septembre 1924).
- 1972 : Raymond Souplex, acteur et chansonnier français (° 1er juin 1901).
- 1980 : 
  - Jules Léger, diplomate et homme politique canadien, 21e gouverneur général du Canada (° 4 avril 1913).
  - Mae West, actrice américaine (° 17 août 1893).
- 1984 : John Gilling, réalisateur britannique (° 29 mai 1912).
- 1989 : René Moawad, chef d'État libanais (° 17 avril 1925).
- 1992 : Sterling Holloway, acteur américain (° 4 janvier 1905).
- 1993 :
  - Aurora Calvo Hernández-Agero, laïque espagnole, vénérable (° 9 décembre 1901).
  - Tatiana Nikolaïeva, musicienne russe (° 4 mai 1924).
- 1995 : Ginés Cartagena, rejoneador espagnol (° 19 septembre 1968).
- 1996 : Maria Casarès, comédienne française (° 21 novembre 1922).
- 1997 : Michael Hutchence, chanteur australien du groupe INXS (° 22 janvier 1960).
- 1998 : 
  - Nicky Blair, acteur américain (° 26 juillet 1926).
  - Yves Blais, homme politique québécois (° 5 juin 1931).
  - Peter Deman, agent des services secrets britannique (° 30 avril 1921).
  - Stu Ungar, joueur de poker américain (° 8 septembre 1953).
- 1999 : Flávio Costa, footballeur puis entraîneur brésilien (° 14 septembre 1906).
- 2000 : 
  - Christian Marquand, acteur et réalisateur français (° 15 mars 1927).
  - Théodore Monod, naturaliste et humaniste français (° 9 avril 1902).
  - Emil Zátopek, athlète tchèque (° 19 septembre 1922).

### XXIesiècle
- 2001 :
  - Mary Kay Ash, dirigeante d’entreprise américaine (° 12 mai 1918).
  - Norman Granz, imprésario et producteur américain de musique de jazz (° 6 août 1918).
  - Seydou Keïta, photographe malien (° 1921).
- 2002 : Parley Baer, acteur américain (° 5 août 1914).
- 2005 : Madeleine Vincent, résistante et femme politique française (° 4 mai 1920).
- 2006 : Gilles Grégoire, homme politique québécois (° 6 mai 1926).
- 2007 : 
  - Maurice Béjart, danseur et chorégraphe franco-suisse, académicien ès beaux-arts (° 1er janvier 1927).
  - Reg Park, culturiste et acteur britannique (° 7 juin 1928).
- 2008 : Ibrahim Nasir, homme d'État maldivien, président de 1968 à 1978 (° 2 septembre 1926).
- 2009 :
  - Juan Carlos Muñoz, footballeur argentin (° 6 mai 1919).
  - Francisco Rodríguez, boxeur vénézuélien (° 20 septembre 1945).
- 2010 : 
  - Frank Fenner, scientifique australien (° 21 décembre 1914).
  - Julien Guiomar, acteur français (° 3 mai 1928).
  - Len Lunde, hockeyeur sur glace canadien (° 13 novembre 1936).
  - Jean Moxhet, cycliste sur route belge (° 20 septembre 1932).
  - Urbano Navarrete, jésuite et cardinal espagnol (° 25 mai 1920).
- 2011 : 
  - Svetlana Allilouïeva, fille de Joseph Staline (° 28 février 1926).
  - Sena Jurinac, chanteuse lyrique autrichienne (° 24 octobre 1921).
  - Georg Kreisler, musicien, auteur-compositeur-interprète austro-américain (° 18 juillet 1922).
  - Élisabeth de Luxembourg, fille de la grande-duchesse Charlotte et de Félix de Bourbon (° 22 décembre 1922).
  - Lynn Margulis, microbiologiste américaine (° 5 mars 1938).
  - Danielle Mitterrand, femme politique française, veuve de François Mitterrand (° 29 octobre 1924).
  - Paul Motian, batteur et percussionniste de jazz américain (° 25 mars 1931).
  - Hans Reichel, guitariste et créateur d'instruments allemand (° 10 mai 1949).
- 2013 : Georges Lautner, réalisateur et scénariste français (° 24 janvier 1926).
- 2014 : Lewis Baltz, photographe américain (° 12 septembre 1945).
- 2015 : Kim Young-sam, ancien président de la Corée du Sud de 1993 à 1998 (° 20 décembre 1927).
- 2016 :
  - Balamuralikrishna, chanteur indien (° 6 octobre 1930).
  - Ram Naresh Yadav, homme politique indien  (° 1er juillet 1927).
- 2017 :
  - Jean Anglade, écrivain et traducteur français (° 18 mars 1915).
  - Norman Baker, explorateur américain (° 18 novembre 1928).
  - Said Boukhari, homme politique algérien (° 28 août 1962).
  - Jon Hendricks, chanteur et compositeur de jazz américain (° 16 septembre 1921).
  - Maurice Hinchey, homme politique américain (° 27 octobre 1938).
  - Dmitri Khvorostovski, baryton soviétique puis russe (° 16 octobre 1962).
- 2018 :
  - Soslan Andiyev, lutteur soviétique puis russe (° 21 avril 1952).
  - Andrzej Fischer, footballeur polonais (° 15 janvier 1952).
  - Imrat Khan, joueur de sitar, de surbahar et de luth indien (° 17 novembre 1935).
  - Willie Naulls, basketteur américain (° 7 octobre 1934).
- 2020 : Noëlla Rouget, résistante déportée française opposée à l'exécution de l'un de ses « bourreaux » après guerre, témoin devenue centenaire (° 25 décembre 1919).
- 2021 : Miquel Barceló García, Janvier Dénagan Honfo, Kim Friele, Fayez Ghosn, Noah Gordon, Bernard Holley, Paolo Pietrangeli, Marie Versini.
- 2022 : Roberto Maroni, Pablo Milanés.
- 2023 :
  - Ánchel Conte, écrivain, poète et historien espagnol (° 15 octobre 1942).
  - Mike D'Amato, joueur américain de football américain et de football canadien (° 3 mars 1941).
  - Antonio Genato, basketteur philippin (° 9 juin 1929).
  - Jean Knight, chanteuse américaine (° 26 janvier 1943).
  - Emmanuel Le Roy Ladurie, universitaire et historien français (° 19 juillet 1929).
  - Émile Martel, diplomate, poète, conteur et traducteur canadien (° 10 août 1941).
  - François Musy, ingénieur du son franco-suisse (° 6 octobre 1955).
  - Sture Ohlin, biathlète suédois (° 3 mai 1935).
  - Christiane Rimbaud, historienne française (° 22 juillet 1944).
- 2024 :
  - Hervé Bride, journaliste sportif français (° 22 décembre 1947).
  - Dragan Marković, homme politique yougoslave puis serbe (° 2 mai 1960).

## Célébrations

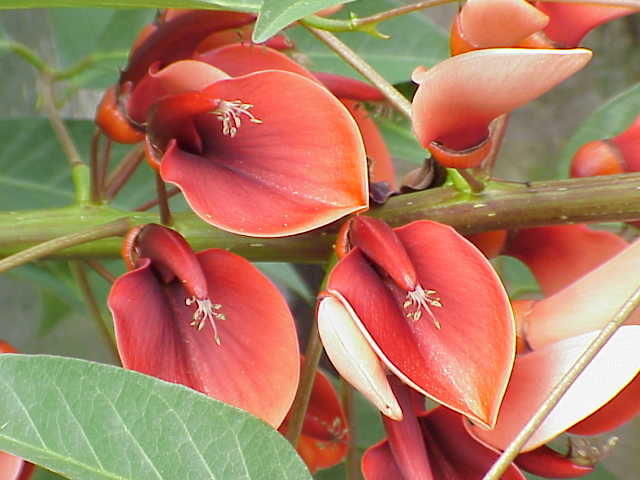
La fleur (nationale argentine) de ceibo

- Argentine (automne austral printanier) : día de la flor nacional de Argentina (es) ou jour de la fleur nationale d'Argentine, l'erythrina crista-galli ou ceibo (en photogénie ci-contre).
- Costa Rica : día del maestro[9] ou journée du professeur.
- Montagnes de Hong Kong, Taïwan ou Chine, etc. : début de la période de xiǎoxuě ou xiaoxue (neige faible) dans les calendriers sino-asiatiques, jusqu'au 6 ou 7 décembre.
- Liban : fête nationale commémorant l'indépendance politique vis-à-vis de la France en 1943.
- Venezuela : día del psicólogo[10] ou journée du psychologue.

### Saints des Églises chrétiennes

#### Catholiques et orthodoxes
Saints du jour, :
- Abba (Ve siècle), ou Agabbas, ou Agabus l'ismaélite, d’origine arabe, qui fut converti par le moine Maroze, et se retira au désert auprès de saint Eusèbe le Syrien.
- Ananie († 345), d’origine perse, martyre ; à ne pas confondre avec Ananaie (+ 60), le compagnon de Saint-Paul, ni avec Ananie de Novgorod.
- Bénigne de Milan († 470), évêque.
- Cécile († vers 230), Cécile de Rome, Aziliz en breton, vierge et martyre, patronne des musiciens, poètes et chanteurs.
- Daniel le Jeune († 621), abbé de Bangor, dans le Royaume-Uni, qui vit sa communauté massacrée par le roi Ethelfried, en 616.
- Magnence († 448), jeune fille qui, à la mort de saint Germain, évêque d'Auxerre, alla à Ravenne avec quatre autres filles, pour accompagner le retour à Auxerre du corps du saint qui était mort au bord de l’Adriatique.
- Maxime, l'officier qui avait été chargé d'exécuter Saints Tiburce et Valérien, morts sous la torture (avec Sainte Cécile de Rome ?) vers le IIIe siècle (voir 14 avril grégorien chez les catholiques).
- Philémon et Apphia (Ier siècle, † 68 ou 70), riches habitants chrétiens de Colosses, martyrs sous Néron voire évêque de Colosses.
- Pragmace († 520), ou Pragmat, ou Pragmatius, ou Pragnatius, ou Pragnace, évêque d’Autun, ami de Sidoine Apollinaire et Avit de Vienne, qui participa à au moins un des conciles de son temps[13],[14].
- Sabine de Troyes (IIe siècle), selon la tradition locale, première chrétienne martyrisée, à Troyes en Champagne.
- Savinien de Menat (VIIIe siècle), ou Savinian, ou Sabinien, religieux du monastère de Saint Chaffre, en Auvergne, puis abbé du monastère de Menat, près de Clermont-Ferrand[15].
- Tigride († 925, ou XIe siècle), moniale à Oña, près de Burgos, en Vieille-Castille, choisie comme abbesse par sa communauté.

#### Sainte ou bienheureuse catholique
- Anna Kolesárová († 1944), Martyre slovaque - bienheureuse[11].
- Aurora Calvo Hernández-Agero († 1933), laïque espagnole, vénérable.
- Benoît du Pont (XIIe siècle), bienheureux, missionnaire dominicain chez les Tatars de Crimée.
- François Lahoz Moliner († 1936), religieux espagnol martyr lors de la guerre civile espagnole - bienheureux.
- Julien Torrijo Sanchez († 1936), religieux espagnol martyr lors de la guerre civile espagnole - bienheureux.
- Pierre Esqueda Ramirez († 1927), Prêtre et martyr au Mexique.
- Salvatore Lilli († 1895), bienheureux, martyr avec sept autres chrétiens arméniens, franciscain italien de la custodie de Terre Sainte, missionnaire à Mujuk Deresi (Mucuk Köyü), en actuelle Turquie, condamné à mort pour avoir refusé de renier le Christ.
- Thomas Reggio († 1901), évêque de Gênes.

#### Saints orthodoxes,aux dates éventuellement différentes dans lescalendriers julien, orientaux
- Calliste II Xanthopoulos († 1397), moine à Constantinople puis au mont Athos, patriarche pendant trois mois, auteur d’une œuvre spirituelle remarquée[16].
- Michel de Tver († 1318), exécuté par les Mongols, accusé d’avoir provoqué la mort de l’épouse du prince Iouri de Moscou, qui était par ailleurs la sœur du khan de la Horde d'or, son suzerain Özbeg[17].
- Pierre Iaropolk († 1086), grand prince de Volhynie, qui préféra supporter souffrances et exil, plutôt que de créer des guerres meurtrières[12].

### Prénoms du jour
Bonne fête aux Cécile et ses variantes et dérivés féminins : Cecilia, Cécilia, Céciliane, Cécilie, Cecily, Sisley, Sissi, Sissie et Sissy (également prêtés parfois aux Elisabeth) ; ainsi qu'aux porteuses des prénoms Célia, Célie, Saliha et Sheila ; et des formes masculines Cecil, Cécilien et Cecilio.
Et aussi aux Aphia, Apphia ou Philémon.

## Traditions et superstitions

### Astrologie
- Signe du zodiaque : dernier jour du Scorpion.

### Dictons
- « À la sainte-Cécile, si on plante des pois, ils viennent comme des mâts. »[18]
- « Pour la sainte-Cécile, chaque fève en fait [ou « donne »][19] mille. »[20],[18]
- « Quand Simon et Jude [le 28 octobre] n'apportent pas la pluie, elle n'arrive qu'à la sainte-Cécile. »[21]

## Toponymie
- Les noms de plusieurs voies, places, sites ou édifices de pays ou régions francophones contiennent cette date sous diverses graphies : voir Vingt-Deux-Novembre .